# Jāņavārti
Jāņavārti (ros. Яняварти) – przystanek kolejowy w miejscowości Ryga, na Łotwie. Położony jest na linii Ryga - Dyneburg.
Przystanek powstał w 1935. Posiada trzy perony - dwa przy linii Ryga – Krustpils – Dyneburg i jeden przy linii do stacji Rīga Preču.